# Flines-lès-Mortagne
 Flines-lès-Mortagne  es una población y comuna francesa, en la región de Norte-Paso de Calais, departamento de Norte, en el distrito de Valenciennes y cantón de Saint-Amand-les-Eaux-Rive droite.

## Demografía
| 1536 | 1434 | 1277 | 1280 | 1433 | 1528 |
| Para los censos de 1962 a 1999 la población legal corresponde a la población sin duplicidades (Fuente: INSEE [Consultar]) |      |      |      |      |      |